# Schloss Panzing

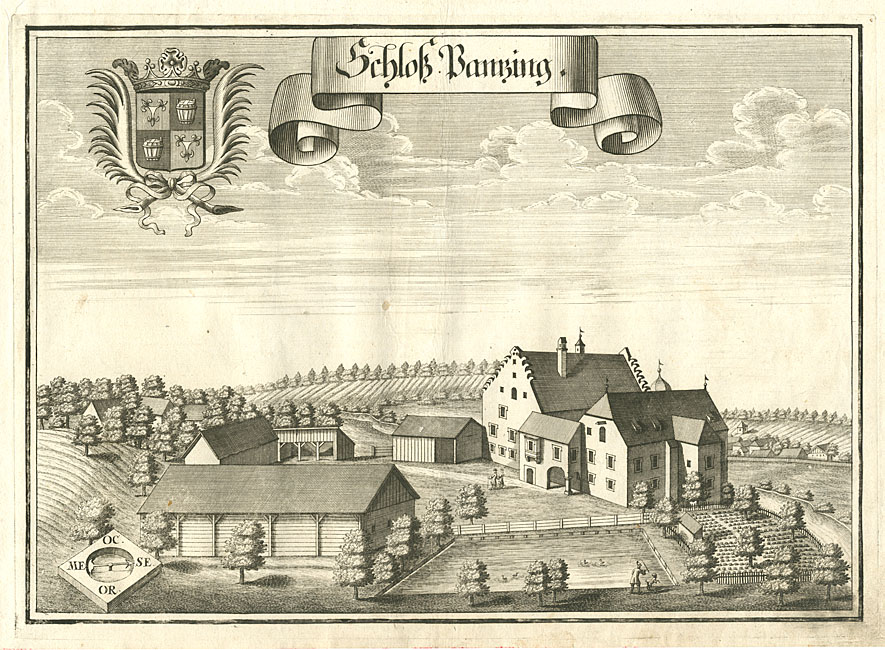
Schloss Panzing nach einem Stich von Michael Wening von 1721

Das abgegangene Schloss Panzing (auch als Paenzing bezeichnet) lag im gleichnamigen Ortsteil des niederbayerischen Marktes Gangkofen im Landkreis Rottal-Inn. Die Anlage wird als Bodendenkmal unter der Aktennummer D-2-7541-0095 im Bayernatlas als „untertägige mittelalterliche und frühneuzeitliche Befunde und Funde im Bereich des abgegangenen Schlosses von Panzing“ geführt.

## Geschichte
Das ursprünglich ortenburgische Ritterlehen Panzing gehörte zur Herrschaft Gangkofen. Dabei ist ein von Heinrich I. Graf von Ortenburg an das Kloster Aldersbach übergebener homo Wernhard de Pencign vermutlich nicht mit diesem Ort in Verbindung zu bringen. Eventuell hat aber Buchardus de Panzingen, Mitbegründer des Klosters Biburg, etwas mit Panzing zu tun.
Etwa 1348 wird eine Adlheit Maroltinger von Pentzing und deren Enkel Friedrich Maroltinger im Gericht Eggenfelden erwähnt. Allerdings sind bereits 1345 die Leoprechtinger hier nachgewiesen: Ein Rupert Leoprechtiger ist dabei im Register der ortenburgischen Lehensbriefe eingetragen. Nach diesen kommen die Hoholtinger zum Zuge: 1348 ist ein Babo von Hochholting, ein Eidam der Trennbecks, hier erwähnt. Am 31. März 1370 ist ein Chunrad der Trennbech von Paentzing hier bezeugt. Die Leoprechtinger sollen Panzing 1384 wieder an sich gebracht haben. 1417 wird von der Investitur des Caspar Leoprechtinger berichtet, die im Folgenden hier ansässig bleiben.
Durch die Heirat der Anna Ambstorferin, Witwe des Hanns Leoprechtinger, mit Wilhelm Herbst wird dieser am 2. Januar 1539 Hofmarksherr zu Panzing. Nach dem Tod der Anna Herbst fällt das Lehen am 10. Januar 1556 wieder an Georg Leonprechtinger und dessen Geschwister zurück. 1594 wird Panzing zwischen den Gebrüdern Johann und Georg Leonprechting geteilt. Nach dem Tod Rudolfs und Ferdinands von Leoprechting zog die Lehensstube Ortenburg Panzing ein, da dieses Mannritterlehen nun erledigt sei. Mit beiden Teilen wird 1708 Ferdinand Franz von Stromer neu belehnt.
Das Ritterlehen Panzing gehörte zur Herrschaft Gangkofen. 1560 und 1737 wird Panzing als unbeschlossene Hofmarch bezeichnet.
Allerdings können die unverheirateten Maria Anna und Maria Josepha von Schwaben auf dem Prozessweg 1788 ihre Belehnung mit Panzing durchsetzen. Rechtsgrundlage war Folgende: Maria Theresia Rosina war die Tochter des Bernhard Leoprechting und mit einem Hörwarth verehelicht. Ihre Tochter Maria Violanda Theresia heiratete Franz Albrecht von Schwaben und aus dieser Ehe stammen die beiden genannten Frauen. Nach dem Tod beider unverehelicht gebliebener Frauen († 26. November 1807) erheben sowohl die Stromer wie auch eine Nebenlinie der Leoprechtinger von Gräfling Anspruch auf das Erbe. Das Oberappellationsgericht zu München entschied den Fall zugunsten der Leoprechtinger.
1803 erscheint Panzing als dem Gericht Eggenfelden inkorporiert. Unter den Gemeinden des Landgerichts erscheinen 1818/23 die beiden Gemeinden Panzing I und Panzing II, die eine ist die patrimoniale Gemeinde, die andere umfasst die übrigen Liegenschaften des Steuerdistrikts. Die Gerichtsherrschaft über Panzing hatte am 26. Februar 1820 Freiherr von Leoprechting. Mit Befehl vom 3. bzw. 11. Februar 1852 wurden diese beiden Gemeinden zusammengelegt. Kurzfristig wurde Panzing 1946 der Gemeinde Gangkofen eingegliedert, am 1. Januar 1948 aber wieder ausgegliedert. Am 1. Januar 1972 wurde die bis dahin selbstständige Gemeinde Panzing nach Gangkofen eingemeindet.

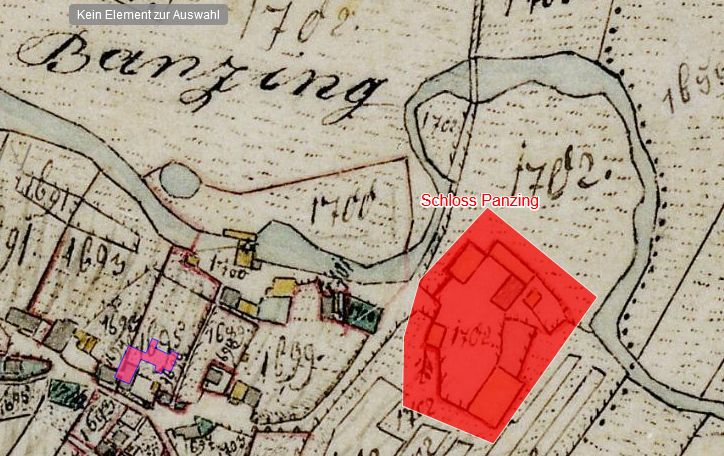
Lageplan von Schloss Panzing auf dem Urkataster von Bayern

## Schloss Panzing früher
Nach dem Stich von Michael Wening von 1721 bestand das unmittelbar an der Bina gelegene Schloss Panzing aus zwei Gebäuden: Ein dreigeschossiges mit einem renaissancetypischen Treppengiebel versehenes Gebäude ist der frühere Herrenhof. Dahinter ist ein runder, mit einer Zwiebelhaube gedeckter Turm zu erahnen. Daneben findet sich ein mit einem Krüppelwalmdach und einem seitlich angebauten Turm versehenes Bauwerk. Beide sind durch einen Quertrakt verbunden, der mit einer Arkade und einem Erker versehen ist. Darum herum gruppieren sich die Wirtschaftsgebäude des Sedelhofes. Während die Hauptgebäude aus Stein gebaut sind, sind die Wirtschaftsgebäude aus Fachwerk und ganz aus Holz angefertigt. Außerhalb der Mauern ist zur Eigenversorgung ein eigener Garten vorhanden.
Schloss Panzing ist heute nicht mehr vorhanden.